# クラブ50
クラブ50は山陽放送で放送されているラジオ番組。

## 概要
- クラブ50'sをリニューアルした番組。
- 中高年層を対象にした構成は変わらないが、新たに落合さとこ、黒住憲五を投入し内容の充実を図ろうとした。
- しかしRSKラジオ特有の硬派さを拭払できず、さらに月曜の落合さとこをアンクル岩根に切り替えるも活気さを引き出せないまま番組は終了。
- その後月曜の「アンクル岩根のラジオおもしろ講座」のみ一番組として独立。

## 構成
- 火曜日:落合さとこ ランプのため息→アンクル岩根のラジオおもしろ講座
- 水曜日:浜家輝雄の1010ラジオ
- 木曜日:黒住憲五のkenny's Bar